# Bataille de Spotsylvania
 (novembre 2015).
Si vous disposez d'ouvrages ou d'articles de référence ou si vous connaissez des sites web de qualité traitant du thème abordé ici, merci de compléter l'article en donnant les références utiles à sa vérifiabilité et en les liant à la section « Notes et références ».
Guerre de Sécession
Batailles
Campagne terrestre
- Wilderness
- Spotsylavnia C.H.
- Yellow Tavern
- Meadow Bridge
- North Anna
- Wilson's Wharf
- Pamunkey
- Haw's Shop
- Totopotomoy Creek
- Old Church
- Cold Harbor
- James River
- Trevilian Station
- Saint Mary's Church

La bataille de Spotsylvania (ou Spotsylvania Court House) qui se déroula du 9 au 12 mai 1864, fut une bataille de la guerre de Sécession qui opposa les généraux Grant et Lee. Se déroulant dans les tranchées, elle fut l'un des affrontements les plus atroces de la guerre civile (L'Angle Sanglant).

## Introduction
La bataille de Spotsylvania constitue la suite logique de celle de la Wilderness. À la fin de cette dernière, le résultat est indécis, et Grant aurait dû normalement battre en retraite à la suite de ses pertes élevées, ce qu'il ne fit pas. Au contraire, il eut comme projet d'envelopper par la droite les forces de Lee, en capturant au passage le village de Spotsylvania, un important nœud routier. Les soldats dans un premier temps ne s'attendaient pas à une offensive mais, une fois l'effet de surprise passé, leur moral grandit très vite. Si Grant réussissait son plan, il repousserait alors les sudistes et se rapprocherait par conséquent de Richmond, la capitale des Confédérés. De son côté, Lee s'était fortifié autour du village de Spotsylvania, abandonnant de fait la Wilderness mais prévenant le dessein de son homologue en s'établissant dans le village avant lui. Grant avait à sa disposition près de 100 000 hommes à opposer aux 52 000 de Lee.

## Prélude de la bataille
Peu avant la bataille, le combat de cavalerie entre celle des nordistes dirigée par Sheridan et celle des sudistes dirigées par Jeb Stuart, connu pour son efficacité, constitue un prélude. Le chef de la cavalerie nordiste, qui depuis le début de la campagne n'avait pas pris part au combat, demanda à Grant d'aller effectuer une mission. Ce dernier accepta et l'envoya couper les communications de l'armée sudiste alors que le généralissime nordiste devait obliger Lee à avancer. Sheridan partit donc avec 10 000 hommes, recherchant en plus de sa mission à provoquer Stuart pour que ce dernier vienne l'attaquer. Et c'est ce que fit le sudiste, partant avec la moitié de ses hommes pourchasser Sheridan, l'autre moitié devant protéger les flancs de l'armée rebelle. Malgré cela, les fédéraux réussirent à détruire une bonne partie du réseau ferré qui permettait de ravitailler l'armée confédérée (30 kilomètres), ainsi qu'un nombre sensiblement élevé de chariots servant à faire transiter les vivres ainsi que les munitions jusqu'à l'avant même du front. En plus de cela, les nordistes ne se privèrent pas de faire disparaître trois semaines de nourriture qui auraient dû servir à Lee. Pour finir, les unionistes se retournèrent pour attaquer la cavalerie confédérée qui était deux fois moins nombreuse que celle de Sheridan et dotée de fusils de qualité inférieure. Ainsi la cavalerie sudiste fut pour la première fois battue et écrasée, avec en prime la mort de Jeb Stuart touché par une balle. Cette perte causa un grand choc à l'intérieur de l'état-major sudiste.

## Déroulement de la bataille
Ainsi, le 9 mai, les deux infanteries se mirent en branle. Grant avait choisi d'attaquer les sudistes de front. Le 9 mai donc, le deuxième corps dirigé par Winfield Scott Hancock eut pour mission de contourner l'aile gauche de Lee. Mais les unionistes devaient traverser par deux fois la même rivière s'ils voulaient exécuter le plan de Grant. Ainsi Lee eut le temps de réagir en envoyant deux divisions sur l'aile gauche de son armée. Le 10 mai, la donne avait changé. Grant croyant que l'arrivée de renforts sur l'aile gauche confédérée avait affaibli le centre, il envoya 5 de ses divisions attaquer les sécessionnistes vers leur centre gauche, sur un front d'une longueur approximative d'un kilomètre et demi. Mais les fédéraux ne trouvèrent pas la faiblesse attendue, Lee n'ayant pas dégarni le centre de son armée mais son aile droite. Néanmoins, une percée eut bientôt lieu au niveau du centre des positions des sudistes. Les unionistes avaient lancé une attaque depuis une colline de 800 mètres de haut, que l'on appelait le "fer à mulet" à cause de sa forme. C'est là que le colonel Emory Upton, jeune officier nordiste diplômé de West Point, joua de ses connaissances en stratégie militaire, et envoya douze régiments disposés en quatre lignes attaquer les tranchées confédérées. Les soldats partirent à l'assaut en courant sur 200 mètres en hurlant, et ceux de la première ligne prirent pied au niveau de la première ligne de défense des confédérés et élargirent la percée de chaque côté. Puis la deuxième ligne de soldats attaqua le deuxième réseau de tranchées, et ainsi de suite pour les deux autres lignes. Avec cette offensive, 1 000 hommes furent faits prisonniers, et les hommes du colonel Upton avaient réalisé une trouée dans la ligne de défense de Lee.

Rien n'arrêtait plus les nordistes sur la route de Richmond. Mais la division chargée d'exploiter la percée avança sans aucune envie et battit en retraite devant quelques tirs d'artillerie. Les hommes d'Upton durent alors se replier car ils étaient éloignés de 800 mètres de leurs propres lignes. Malgré cette opportunité perdue, Upton se consola en montant en grade et dans l'estime du général Grant. Le lendemain, Grant eut à cœur de rééditer l'attaque de Upton, mais cette fois-ci avec un corps d'armée entier et avec des attaques secondaires sur les autres parties du front. Le 11 mai donc, une patrouille sudiste informa Lee d'un mouvement de chariots de ravitaillement vers l'arrière. Lee pensa tout de suite à une nouvelle tentative de débordement et prépara en conséquence une contre-attaque. Vingt-deux canons furent de fait retirés du saillant où allaient attaquer les nordistes, pour être portés sur l'aile gauche.

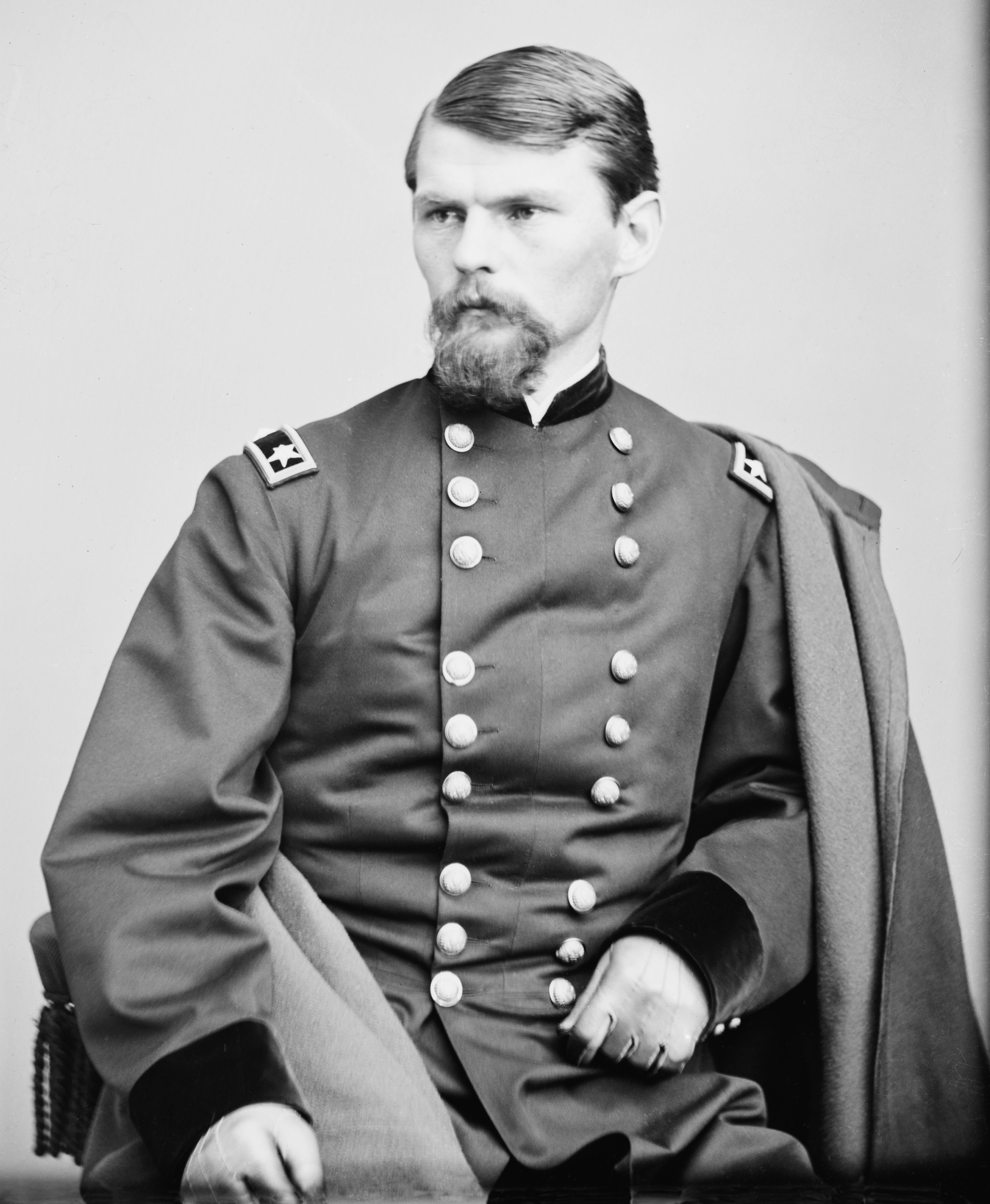
Emory Upton

Le 12 mai à l'aube le clairon sonna l'attaque, et le corps d'armée d'Hancock (15 000 hommes) fut lancé à l'attaque. Les canons arrivèrent trop tard et ils se firent capturer par les soldats de l'Union. Les 15 000 soldats d'Hancock firent de nombreux prisonniers dont de nombreux hommes de la brigade d'élite Stonewall, et coupant de fait en deux l'armée sudiste. Lee tenta de mener une contre-attaque désespérée avec une division mais les hommes de l'unité, des Virginiens et des Géorgiens demandèrent à leur général de rester en arrière. La division sudiste partit donc à l'assaut, et profita du fait que les nordistes n'avaient pu se fortifier efficacement, ainsi que de la relative confusion qui régnait dans les troupes fédérales. Ils repoussèrent les nordistes presque jusqu'à leur point de départ. Mais les fédéraux se ressaisirent et combattirent l'ennemi pendant plusieurs heures.
Pendant ces durs combats, les Ve et IXe corps d'armée nordistes attaquèrent l'aile droite et l'aile gauche des confédérés sans succès, tandis que le 6e corps se préparait à aider Hancock en le soutenant sur sa droite. C'est à cet endroit (que l'on allait plus tard nommer l'Angle Sanglant de Spotsylvania) que, pendant près de 18 heures, de terribles combats parmi les plus durs de la guerre de Sécession allaient se dérouler. Sur quelques centaines de mètres, les ennemis n'étaient même plus séparés par une ligne de tranchées : « les deux drapeaux des deux armées flottaient au même moment sur les mêmes parapets », devait se rappeler un soldat du VIe corps, « tandis qu'au-dessous d'eux, fédéraux et confédérés s'efforçaient de faire mouche avec leur baïonnettes à travers les interstices des rondins de bois ». Et du haut des parapets, les soldats tiraient sur les ennemis qui se situaient dans les tranchées. La fusillade fut tellement intense qu'un chêne de 60 centimètres de diamètre situé juste derrière les troupes sudistes fut sectionné par les balles.
Normalement, dans des combats aussi durs avec d'innombrables corps à corps, un des protagonistes fuyait au bout de quelques heures de combats. Sur ce terrain, personne ne voulait céder, les nordistes ayant l'espoir de percer jusqu'à Richmond, tandis que les sudistes luttaient pour protéger leur capitale. Il existe de nombreux témoignages qui racontent la même horreur. Les blessés étaient écrasés dans la boue par les soldats luttant juste au-dessus.
Finalement, Lee demanda à ses troupes de se replier 800 mètres plus loin au niveau d'une position fortifiée par le Génie. Le 13 mai le champ de bataille était devenu un horrible charnier. Des soldats nordistes découvrirent 150 sudistes morts et entassés sur plusieurs mètres de profondeur à l'intérieur d'un carré de 70 mètres carrés. La tension durant la bataille avait été si forte que le général Ewell s'effondra, victime d'une dépression nerveuse. Ainsi s'acheva la bataille de Spotsylvania.

## Conclusion
Il est difficile d'évaluer les pertes totales des deux armées à la fin de la bataille. On comptabilise 32 000 pertes du 5 au 12 mai 1864 pour l'Union. Durant la seule bataille de Spotsylvania, les pertes des unionistes furent donc de 18 000 hommes à peu près. De leur côté, les sudistes perdirent 12 000 hommes dont 20 officiers. La campagne de l'été 1864 avait à peine commencé que les pertes laissaient à penser qu'elle venait de se finir. On dut appeler des renforts pour combler les pertes. Les deux batailles de la Wilderness et de Spotsylvania étroitement liées ne donnèrent aucun résultat significatif. Les nordistes avaient bien repoussé les sudistes, mais sur une distance tellement courte que le résultat était nul. La campagne de 1864 devait s'avérer bien longue et meurtrière.

## Sources
1. ↑  Vincent Bernard, Robert E. Lee : La légende sudiste, Perrin, 2014 (ISBN 978-2-262-04098-7), p. 335
2. ↑  Joseph P. Cullen,Where a hundred Thousand Fell: The battles of Fredericksburg, Chancellorsville, the WIlderness and Spotsylvania Court House(Washington, 1966).